# Archidiocèse de Ranchi
L’archidiocèse de Ranchi est une circonscription ecclésiastique de l’Église catholique en Inde. La mission des jésuites belges dans la région du Chotanagpur en Inde centrale, à la fin du XIXe siècle, devient un diocèse en 1927 qui est élevé au rang d’archidiocèse métropolitain en 1952. Géographiquement, il couvre les deux districts civils de Ranchi et de Lohardaga, dans l'État de Jharkhand.

## Histoire
Les premiers missionnaires jésuites belges, sous la conduite du père Auguste Stockman, arrivent en chars à bœufs à Chaibasa en 1868. La région est peuplée de Hos, une tribu peu importante. En 1875, les missionnaires montent vers le nord et s’installent à Ranchi en 1875, ville plus importante servant de garnison militaire.

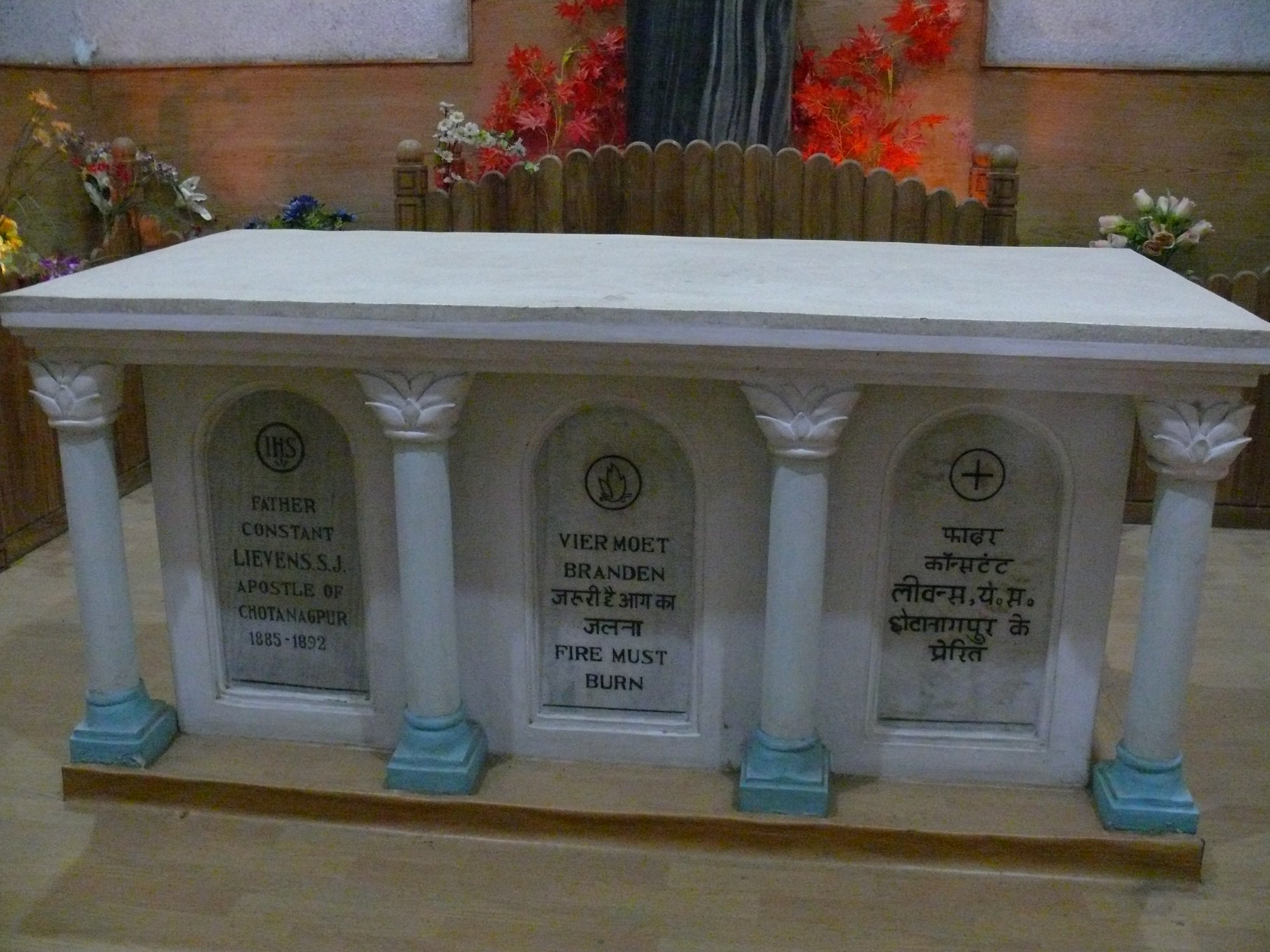
Sarcophage contenant les restes de Constant Lievens (avec autel), dans la cathédrale de Ranchi

Un travail d’évangélisation parmi les Ouraons, les Mundaris et les Kharias commence et obtient quelques succès. L’arrivée du père Constant Lievens en 1885 donne une impulsion considérable à la mission. Le père Lievens, qui a compris l’importance de la terre dans la culture des peuples tribaux, les défend systématiquement, lorsqu’ils en sont spoliés. Ses succès auprès des tribunaux coloniaux anglais, lui donnent un prestige considérable. Très nombreux sont ceux qui deviennent chrétiens. 
L’Église se développe rapidement avec de nombreuses missions, écoles, dispensaires et, à Ranchi, un collège secondaire. Des religieuses sont appelées pour le travail auprès des jeunes filles et des femmes. À partir de 1903, les religieuses ursulines de Tildonk sont particulièrement actives dans ce domaine. Très rapidement, des vocations sacerdotales et religieuses éclosent. Un séminaire est ouvert en 1914. Le père Lievens est appelé « l'apôtre du Chotanagpur ».
En 1927, le diocèse de Ranchi est érigé (25 mai 1927), son territoire étant détaché de celui de l’archidiocèse de Calcutta. Mgr Van Hoeck en est le premier évêque.
Après la Seconde Guerre mondiale, les besoins pastoraux de la région, où le nombre de catholiques va toujours augmentant, nécessitent la création de nouveaux diocèses : Sambalpur et Raigarh-Ambikapur sont érigés respectivement le 14 juin et 13 décembre 1951. L’année suivante, le 19 septembre 1952, Ranchi est élevé au rang d’archidiocèse métropolitain avec Sambalpur, Raigarh-Ambikapur et Cuttack (Orissa) comme suffragants.
En 2004 l'église d'Ulhatu est érigée en basilique pour l'archidiocèse et la région. C'est le premier sanctuaire marial du Chotanagpur.

## Suffragants
La province métropolitaine de Ranchi couvre aujourd’hui l’ensemble de l’État de Jharkhand et les îles Andaman-et-Nicobar. Les diocèses suffragants sont : Daltonganj, Dumka, Gumla (en), Hazaribag, Jamshedpur. Khunti, Simdega et Port-Blair (couvrant les îles Andaman-et-Nicobar).

## Évêques et archevêques

### Évêques de Ranchi
- 1928-1933 : Louis Van Hoeck, jésuite
- 1934-1951 : Oscar Sevrin, jésuite (transféré à Raigarh-Ambikapur)
- 1951-1953 : Nicholas Kujur, jésuite

### Archevêques de Ranchi
- 1953-1960 : Nicholas Kujur, jésuite
- 1961-1985 : Pius Kerketta, jésuite
- 1985-2018 : Télesphore Toppo, créé cardinal en 2003.
- 2018-2023 : Felix Toppo, jésuite
- depuis 2023 : Vincent Aind